# Cité Hermel
Pour les articles homonymes, voir Hermel.
La cité Hermel est une voie du 18e arrondissement de Paris, en France.

## Situation et accès
La cité Hermel est une voie publique située dans le 18e arrondissement de Paris. Elle débute au 12, rue Hermel et se termine en impasse.

## Origine du nom

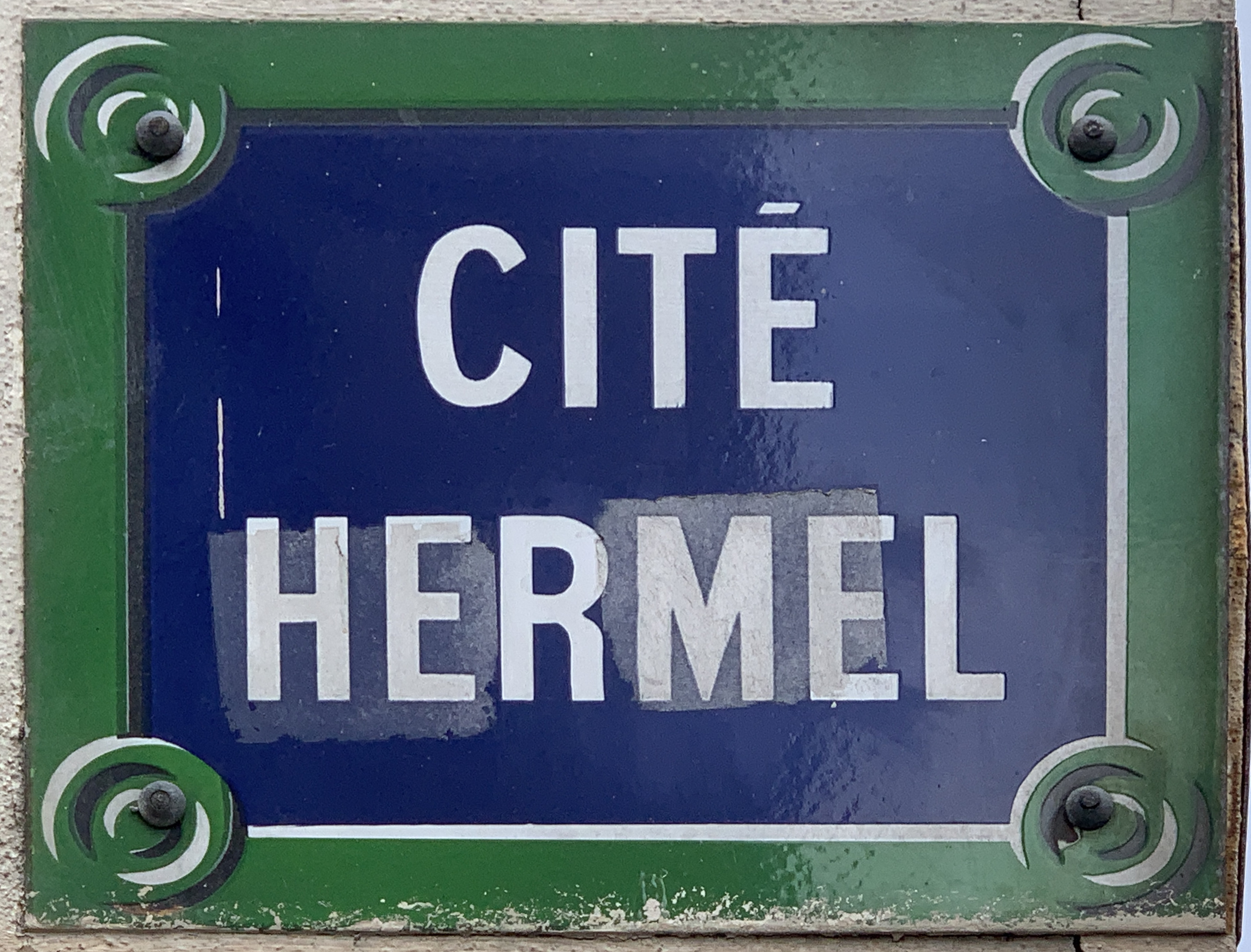
Plaque de la voie.

La voie porte le nom du propriétaire des terrains sur lesquels elle a été créée.

## Historique
Cette voie est ouverte sous sa dénomination actuelle en 1888 puis est classée dans la voirie parisienne par un arrêté du 7 février 1969.